# Sanne Salomonsen
Sanne Salomonsen (née le 30 décembre 1955) est une chanteuse de pop rock danoise et fille de l'ornithologue Finn Salomonsen.
Sa carrière commença dans les années 80 avec le groupe Sneakers qu'elle a rapidement abandonné pour commencer une carrière solo qui fut un véritable succès dans toute la Scandinavie. Ses chansons sont à la fois en danois et en anglais.
Ces dernières années, Sanne a chanté uniquement en anglais au point qu'elle a déclaré dans une interview qu'il lui était difficile de recomposer des chansons avec des textes en danois, mais après un AVC en 2006 et un silence de quelques années, elle est revenue en 2008 avec un nouvel album studio tout en danois qui lui fut un succès auprès de son public avec le titre Unico. le premier titre de l'album Taxa a été propulsé au sommet des charts danois.

## Discographie
- 2008 : Unico